# Jeleśnia
Jeleśnia è un comune rurale polacco del distretto di Żywiec, nel voivodato della Slesia.
Ricopre una superficie di 170,51 km² e nel 2004 contava 13 488 abitanti.